# Три устоя и пять постоянств
Три устоя и пять постоянств (сань ган у чан, кит: 三綱五常; пиньинь: sāngāng wǔcháng), также «устои и постоянства» (ган чан, 綱常) — традиционное обозначение основных принципов конфуцианства.

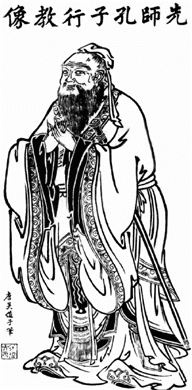
Традиционное изображение Конфуция

Три устоя — это иерархические отношения между правителем и подданным, отцом и сыном, мужем и женой, а постоянства — человеколюбие, справедливость, мудрость, ритуал, доверие, то есть ценности, которым просвещённый правитель обучает народ. Об этих принципах говорится в «Лунь юй» — сборнике цитат Конфуция, составленном его учениками; но сама формула сань ган у чан появилась позже.

## История
Непосредственно в «Лунь юй» нет выражения 三綱五常. Этот термин, по видимому, в первом веке до н. э. ввёл конфуцианский философ Дун Чжуншу. Некоторые исследователи полагают, что «объединив иерархические деления конфуцианцев и легистов», он предложил «три устоя и пять постоянств» как опору «для подержания феодальной иерархической системы».

## Три устоя
- Абсолютная власть правителя над подданными
- Власть отца над сыном
- Власть мужа над женой.

«Власть отца и мужа предназначены для служения правителю, а нормы отношений между людьми предназначены для управления политическими классами.»
Понятие сыновней почтительности — сяо (孝) — вводится в тексте «Сяо цзин», приписываемом Конфуцию. Само понятие сяо было известно ещё в эпоху Чжоу. Начиная с эпохи Хань «Сяо цзин» стал каноном начального образования.
Согласно «Сяо цзин», допустима и необходима сыновняя критика, направленная на исправление отцовских недостатков, — также как и министерский протест, направленный государю во спасение страны и во избежание принятия несправедливых решений. Необходимым основанием для подобной критики является справедливость «и» (義).

## Пять постоянств

Пентаграмма у-син — основное понятие даосизма. В позднеконфуцианской философии она синкретически слилась с пятью постоянствами.

- Жэнь （仁） — «человеческое начало», «человеколюбие», «любовь к людям», «милосердие», «гуманность». Это — человеческое начало в человеке, которое является одновременно его долгом. Нельзя сказать, что представляет собой человек, не ответив одновременно на вопрос о том, в чём заключается его нравственное призвание. Говоря по-другому, человек есть то, что он сам из себя делает. Как ли следует из и, так и следует из жэнь. Следовать жэнь значит руководствоваться сочувствием и любовью к людям. Это то, что отличает человека от животного, то есть то, что противостоит звериным качествам дикости, подлости и жестокости. Позже символом постоянства жэнь стало дерево.
- И (义 [義]) — правда, справедливость. Хотя следование И из собственных интересов не является грехом, справедливый человек следует и так как это правильно. И основано на взаимности: так, справедливо почитать родителей в благодарность за то, что они тебя вырастили. Уравновешивает качество жэнь и сообщает благородному человеку необходимую твёрдость и строгость. И противостоит эгоизму. «Благородный человек ищет И, а низкий — выгоды». Добродетель и впоследствии была увязана с металлом.
- Ли (礼 [禮]) — буквально «обычай», «обряд», «ритуал». Верность обычаям, соблюдение обрядов, например почитание предков. В более общем смысле Ли — любая деятельность, направленная на сохранение устоев общества. Символ — огонь. Термин «ли» может быть переведён и как «правила», «церемонии», «этикет», «обряд», «обычай». В самом общем виде под ритуалом понимаются конкретные нормы и образцы общественно достойного поведения. Его можно истолковать как своего рода смазку социального механизма.
- Чжи (智) — здравый смысл, благоразумие, «мудрость», рассудительность — умение просчитать следствия своих действий, посмотреть на них со стороны, в перспективе. Уравновешивает качество и, предупреждая упрямство. Чжи противостоит глупости. Чжи в конфуцианстве ассоциировалась с элементом воды.
- Синь (信) — искренность, «доброе намерение», непринуждённость и добросовестность. Синь уравновешивает Ли, предупреждая лицемерие. Синь соответствует элемент земли.

Нравственные обязанности, поскольку они материализуются в ритуале, становятся делом воспитания, образования, культуры. Эти понятия у Конфуция не были разведены. Все они входят в содержание категории «вэнь» (первоначально это слово означало человека с разрисованным туловищем, татуировкой). «Вэнь» можно истолковать как культурный смысл человеческого бытия, как воспитанность. Это не вторичное искусственное образование в человеке и не его первичный естественный слой, не книжность и не природность, а их органический сплав.
В философии Го Сяна пять постоянств относятся не только к рациональной части человеческой природы, но также «включают чувственную её составляющую».

## Распространение за пределы Китая
Конфуцианские идеалы, в том числе «три устоя и пять постоянств» имели большое влияние на общество Вьетнама (вьет. tam cương ngũ thường) и Чосона, в последнем «три устоя и пять постоянств» приобрели корейское название «самган-орюн» (ханча 三綱五常, хангыль 삼강오륜).